# Vakuumadapter

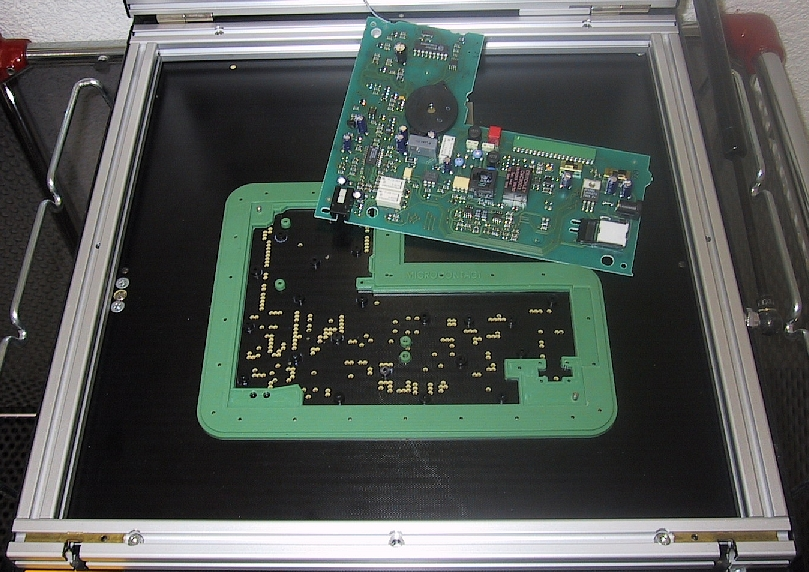
Vakuumadapter und Prüfling

Der Vakuumadapter wird zum Testen (In-Circuit-Test und Funktionstest) bestückter Leiterplatten verwendet. Er kann als Einzelarbeitsplatz eingesetzt werden, aber auch als Fertigungsstation (inline).

## Aufbau und Funktionsweise
Die Leiterplatten werden auf eine Prüflingsauflageplatte gelegt, welche mit einer Abdichtmaske (Dichtung) ausgestattet ist. Fangstifte richten die Leiterplatte so aus, dass die Federkontaktstifte die Prüfflächen sauber treffen. Über eine Vakuumpumpe wird dann ein Vakuum erzeugt, welches den Prüfling auf die Federkontaktstifte drückt.
Die Dichtung (in der Abb. hellgrün) dichtet den Prüfling und die Löcher in ihm sauber ab. Das Vakuum saugt dann den Prüfling samt der schwarzen Grundplatte auf die Kontaktstifte herunter.
Weist der Prüfling Durchkontaktierungen oder sonstige Löcher auf, so können an diesen Stellen vakuumfreie Zonen geschaffen werden. Um dabei genügend Kontaktierkraft zu erzeugen, kann der Prüfling nebst dem Vakuum auch noch mit Niederhaltestempel zu den Federkontaktstiften gedrückt werden.

## Ausführungen
Die Vakuumadapter haben sich über die Jahre weiterentwickelt, so dass es verschiedene Systeme zu kaufen gibt. Der Prüfling, die daraus benötigte Genauigkeit der Kontaktierung und Dichte der Testpunkte bestimmen den benötigten Adaptertyp.

### Konventioneller Vakuumadapter
Beim konventionellen Vakuumadapter wird der Prüfling durch das Vakuum aus handelsüblichen Federkontaktstiften gepresst. Durch das Taumelspiel der Federkontaktstifte sollte der Durchmesser der Prüfpads wenn möglich größer als 0,8 mm sein, damit eine saubere Kontaktierung noch gewährleistet werden kann.
Durch diese benötigen Prüfflächen können nur Pitches > 1 mm realisiert werden, wodurch die Testpunktdichte eher gering ist. Ein weiterer Nachteil ist die verminderte Lebensdauer der Federkontaktstifte durch die entstehenden Querkräfte und die Partikelverschmutzung beim Kontaktieren.

### Vakuum-Starrnadeladapter

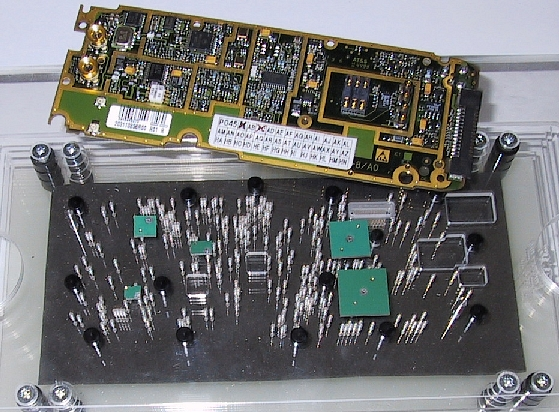
Vakuum-Starrnadeladapter

Beim Starrnadeladapter handelt es sich um ein eigenständiges, technisch ausgereifte Adapterkonzept. Dieses ermöglicht Kontaktierungen auf kleinste Kontaktstellen. Mit der hohen Prüfpunktdichte (bis zu 200 Testpunkte/cm²) wird eine 100-%-Prüfung von komplexen Schaltungen sichergestellt. Diese Technik erweitert so das Testgebiet der Vakuumadapter bis zu Kontaktierpitches von > 0,4 mm und benötigten Testflächen von 0,3 mm. Vorteile: Die Adaptierungen sind wartungsfrei, und das Kontaktmaterial lässt sich mit wenigen Handgriffen austauschen. Der kompakte Aufbau dieser Adapter gewährleistet zudem eine sehr hohe Lebensdauer des Materials und eine dauerhafte Stabilität der Toleranzen.

### Doppelseitige Vakuumadapter

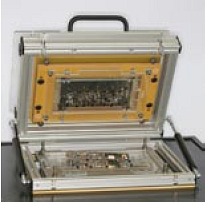
Doppelseitiger Vakuum-Starrnadeladapter

Beide oben vorgestellten Systeme können auch als doppelseitige Kontaktierung aufgebaut werden. Dabei wird die obere Kontaktierung mit dem Vakuum auf den Prüfling gedrückt und so eine qualitative Kontaktierung hergestellt.

### Der Wechseladapter
Ein Wechseladapter ermöglicht mit einem Vakuum-Aufnahmerahmen das Einsetzen mehrerer Adapter in einem System. Dadurch muss für jeden Prüfling nur ein spezifischer Adapter hergestellt werden, mit welchem er dann im Aufnahmerahmen geprüft werden kann. Dies macht die Prüfungen kostengünstiger.

## Vakuum-Dichtung
Damit die Leiterplatte sauber abgedichtet werden kann, benötigt man eine teilespezifische Dichtung. Sie wird in einer gefrästen Gussform gegossen. Dabei wird antistatisches Gummimaterial verwendet, damit die Baugruppen nicht durch Elektrostatische Entladungen (ESD) beschädigt werden.